# アイリッシュ・ハンガー・メモリアル

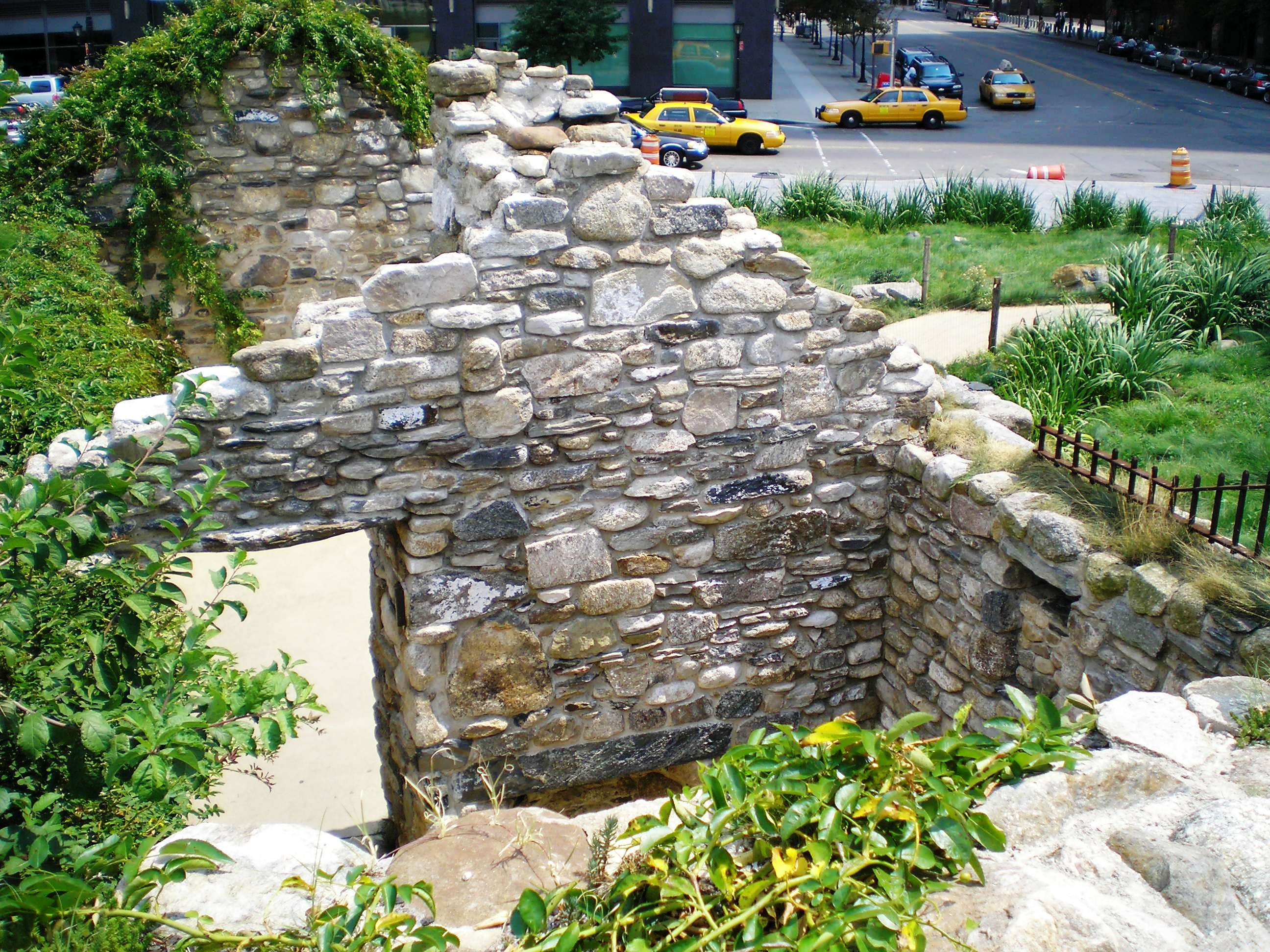
アイリッシュ・ハンガー・メモリアルの小家屋

アイリッシュ・ハンガー・メモリアル（英: Irish Hunger Memorial）は、アメリカ合衆国ニューヨーク・マンハッタンのバッテリー・パーク・シティ地区にある史跡公園である。ビージー・ストリートとノース・エンド・アベニューの角にあり、面積は0.5エーカー（0.2ヘクタール）である。

## 概要
この公園は、1845年から1852年の間に100万人以上が餓死したジャガイモ飢饉（アイルランド語で「An Gorta Mór」と呼ばれる）の認知を高めるために設置された。1845年以降の10年間で、90万人以上のアイルランド人移民がニューヨーク港から入国しており、1855年時点でアイルランド出身の人々がニューヨーク市の3分の1を占めていたことになる。
建設は2001年3月に始まり、近くにある世界貿易センターにてアメリカ同時多発テロ事件が発生し、周囲に影響を与えたにもかかわらず、この公園は2002年7月16日に無事完成し一般公開された。
この史跡公園は、芸術家のブライアン・トール、環境デザイナーのゲール・ウィットワー＝レアード、建築設計事務所1100 Architectが共同で設計し、アイルランド西海岸から運ばれた石、土、原産の植物を使用し、アイルランドのすべての県から運ばれてきた石と共に建設・設置された。
アイルランド・メイヨー県アティマス教区カラドゥーガンにあった19世紀の伝統的な小家屋は、スラック家が所有していたが1960年代に放棄されていた。スラック家は「アメリカに移住し繁栄した前世代のスラック一家全員を記念して、この小家屋を寄贈した」と語っている。2016年8月、この小家屋は防水工事のため一時閉鎖していたが、翌年8月に再公開した。

## ギャラリー

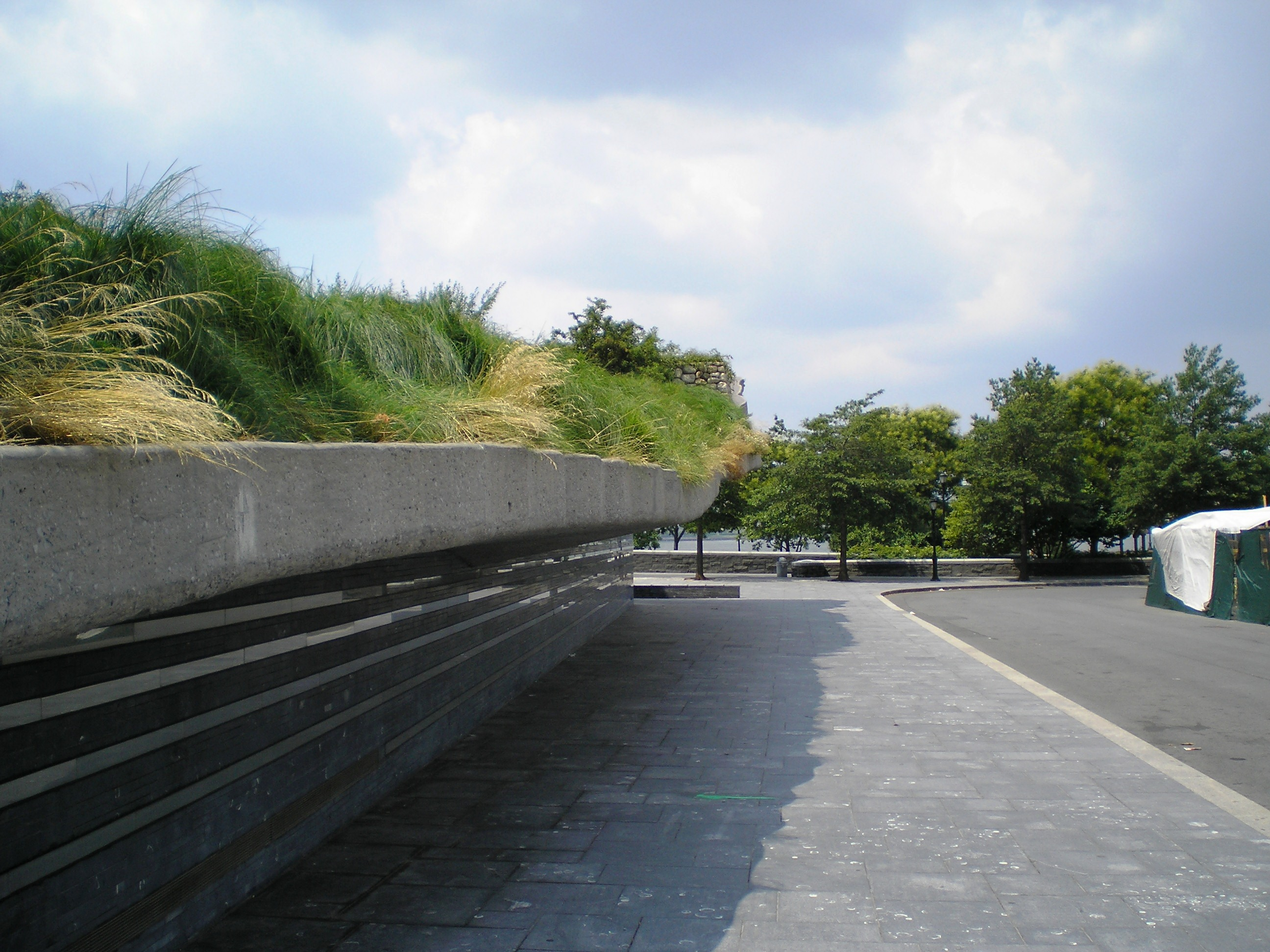
緩やかにせり上がっている北側
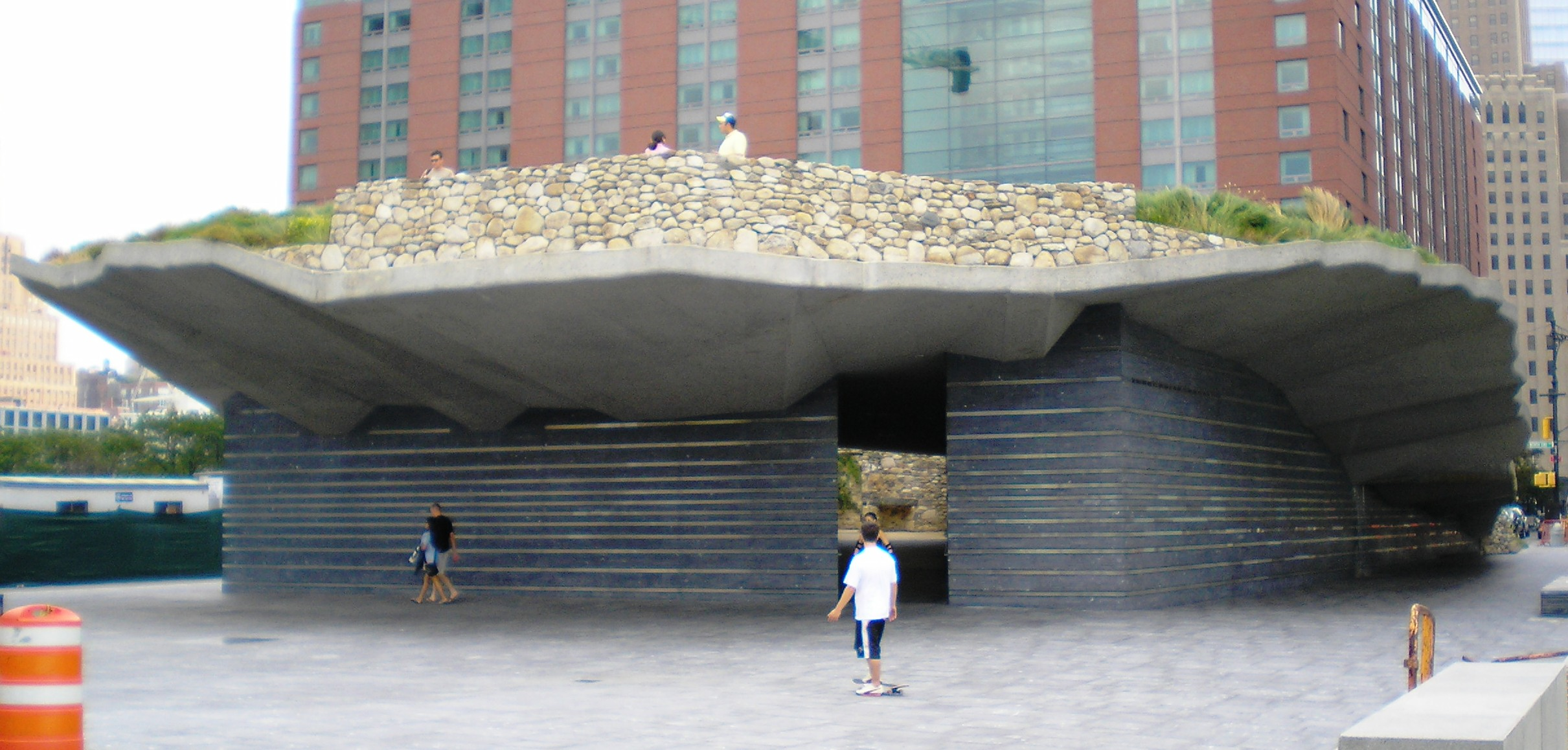
最上部が見える西側
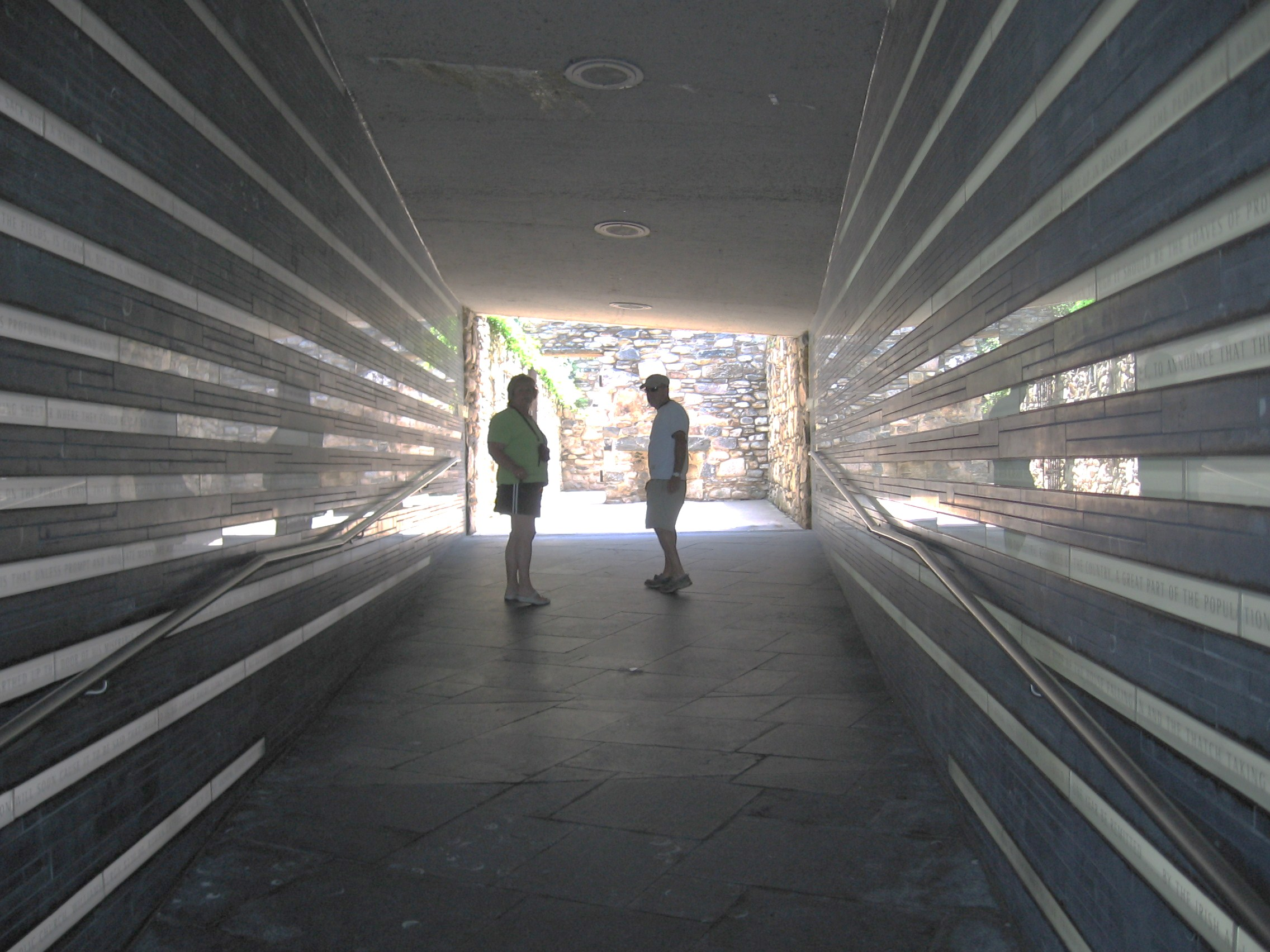
西側から石造りの小家屋と屋根に繋がる通路
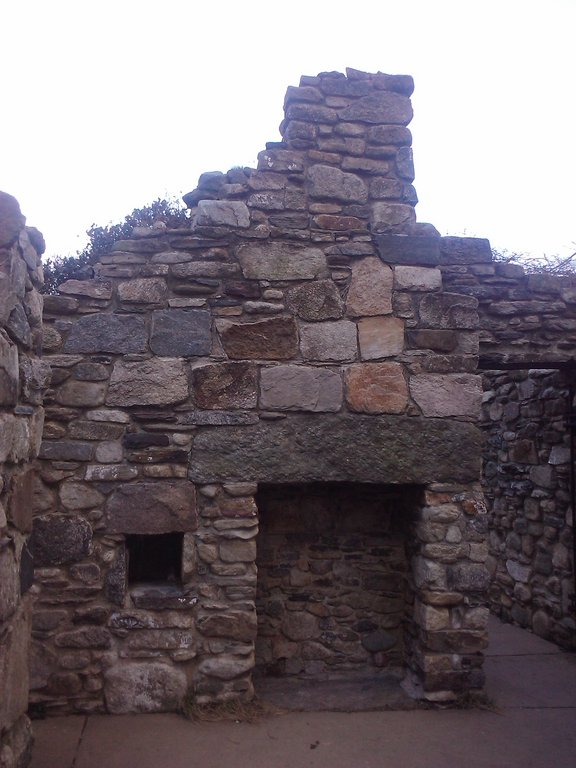
小家屋の内側